# Oedaspidini
Tribu
Les Oedaspidini sont une tribu d'insectes diptères brachycères muscomorphes de la famille des Tephritidae et de la sous-famille des Tephritinae.

## Liste des genres
Aciurina - Callachna - Cecidocharella - Eurosta - Oedaspis - Peronyma - Procecidochares - Procecidocharoides - Stenopa - Valentibulla